# 클로로키트리움과
클로로키트리움과(Chlorochytriaceae)는 녹조강 클라미도모나스목에 속하는 녹조류과의 하나이다. 6속 13종으로 이루어져 있다.

## 하위 속
- Botryokoryne - 유일종 B. simplex
- Burkillia - 2종
- 클로로키트리움속 (Chlorochytrium) - 5종
- 엔도스파이라속 (Endosphaera) - 유일종 E. engelmannii
- Phyllobium - 3종
- Rhodochytrium - 유일종 R. spilanthidis